# Wiara ’44
Wiara ’44 – fabularyzowany film dokumentalny z 2023 r. w reżyserii Korka Bojanowskiego, wyprodukowany przez Instytut Pamięci Narodowej. 

## Opis
Kanwą filmu jest posługa kapłańska pełniona przez ok. 150. księży katolickich podczas powstania warszawskiego. Część z nich przygotowała się wcześniej do tej roli, część pełniła obowiązki duszpasterskie ponieważ znalazł się w Warszawie po wybuchu powstania. Kapłani, przez cały okres trwania walk, przebywali zarówno z żołnierzami polskiego podziemia jak i ludnością cywilną. Zapewnili im możliwość uczestniczenia w nabożeństwach, udzielali ślubów, chrztów, zappewniali wsparcie duchowe oraz organizowali uroczystości pogrzebowe. Dwóch z nich – Michał Czartoryski i Tadeusz Burzyński – zostało beatyfikowanych przez Jana Pawła II jako męczennicy za wiarę.
W filmie wykorzystano relacje świadków z Archiwum Historii Mówionej Muzeum Powstania Warszawskiego oraz archiwalne fotografie i filmy. Premiera filmu odbyła się 27 lipca 2023 r. w kinie „Muranów” w Warszawie. 

## Obsada aktorska
W filmie wystąpili:
- Julia Borkowska,
- Aneta Ćmiel,
- Wojciech Jezierski,
- Oliwia Kowalczyk,
- Paweł Pacyna,
- Olga Rayska,
- Bartłomiej Skowron,
- Łukasz Szmigrodzki.